# C.J. Watson
Charles „C.J.” Akeem Watson, Jr. (ur. 17 kwietnia 1984 w Las Vegas) – amerykański koszykarz, występujący na pozycji rozgrywającego.
W lipcu 2015 został zawodnikiem Orlando Magic. 10 lipca 2017 został zwolniony przez klub z Florydy.

## Osiągnięcia
Na podstawie, o ile nie zaznaczono inaczej.
NCAA
- Uczestnik II rundy turnieju NCAA (2006)
- Zaliczony do:
  - I składu najlepszych zawodników pierwszorocznych SEC (2003)
  - II składu SEC (2006)

D-League
- Uczestnik meczu gwiazd D-League (2008)